# Gloria Bonet Batalla
Gloria Bonet Batalla (Barcelona, 1977) és dissenyadora gràfica, professora d’arts plàstiques i disseny a Escola Massana i escriptora. En la seva faceta literària ha estat guanyadora del Premi de poesia subversiva Carles Hac Mor del 2024 i un dels seus relats satírics ha estat seleccionat per la revista literària Branca.
Ha dissenyat i autoeditat una col·lecció (exhaurida) de fanzines de la què s'ha dit “les seves autopublicacions són mordaces i enginyoses, i un espai per fer múscul abans de fer el salt a altres formats”. Perquè aquesta creadora polifacètica també s'ha endinsat en formats com l’stand-up, un espai on conflueixen text, habilitats escèniques, dots d’improvisació i ironia descarnada.
“L’enyorança és del temps balança” (Editorial Fonoll, 2024), 8è Premi Carles Hac Mor a plaquettes d’escriptura subversiva, és el primer poema que publica. El jurat n’ha destacat “l’escriptura implacable amb girs inesperats i l’humor negre sofisticat que critica les misèries dels mitjans escrits”. Actualment treballa en la seva primera novel·la, un exercici on es barreja costumisme i ciència-ficció, fent servir la paròdia amable com a fil conductor entre els dos gèneres.
Té un màster en Art, Literatura i Cultura contemporànies (UOC), una Llicenciatura en Publicitat (UAB), un Grau Superior en Disseny (Escola Massana) i estudis superiors d’art (Accademia di Belle Arti di Genova). En el camp de la recerca el seu objecte d’estudi s'ha centrat en el potencial de les arts aplicades contemporànies. Ha treballat per a estudis de disseny gràfic i disseny editorial de Barcelona, París i Gènova amb figures com Susanna Shannon i Gerard Paris-Clavel.
Gloria Bonet també ha escrit articles per a diversos mitjans impresos sobre tendències, artesania i cultura pop (Revista de Catalunya, Revista O, etc.) i ha fet col·laboracions a mitjans audiovisuals (Cabaret Elèctric, iCat fm). I és la creadora de la imatge del Festival Americana de cinema independent Nord-americà de Barcelona.